# مايك دوفي
مايك دوفي (بالإنجليزية: Mike Duffy)‏ هو صحفي وسياسي كندي، ولد في 27 مايو 1946 في تشارلوت تاون في كندا. حزبياً، نشط في حزب المحافظين الكندي ( – 15 مايو 2013). وقد انتخب عضو مجلس الشيوخ الكندي.